# Natasha Beaulieu
Natasha Beaulieu, née le 29 février 1964 à Montréal, est une écrivaine québécoise.

## Biographie
Natasha Beaulieu fait des études en littérature et cinéma à l'Université Concordia.
Elle devient chroniqueuse et rédactrice pigiste, avant de se consacrer à l'écriture et l'animation d'ateliers de création littéraire. Natasha écrit des textes de fantastique ou d’horreur et du gothique érotique.
Lauréate du Prix Septième Continent en 1995, Prix Boréal 1996 dans la catégorie de la meilleure nouvelle, finaliste du concours de nouvelles de Radio-Canada, elle fait paraître en 2000 un premier roman « L’Ange écarlate », aux éditions Alire.
En 2002, elle remporte le Grand Prix de la science-fiction et du fantastique québécois pour ses nouvelles « Klé » et « BM Zone ». L'année suivante parait son roman « L’Eau noire », représentant la suite de « L’Ange écarlate ». Elle devient membre de l’Union des écrivaines et des écrivains québécois (UNEQ).
En 2006, elle édite son dernier roman « L'ombre pourpre », qui marque la fin de la trilogie des « Cités intérieures ».

## Œuvres

### Romans
Trilogie « Les Cités intérieures »
- L'Ange écarlate, 2000. Édition polonaise Szkarlatny Aniol, 2009
- L'Eau noire, 2003. Édition polonaise Czarna Woda, 2010
- L'Ombre pourpre, 2006
- Les perles noires, 2023

Romans indépendants
- Le Deuxième Gant, 2010 (grand format), réédition, 2012 (format poche)
- Regarde-moi, 2012 (grand format), réédition, 2014 (format poche)
- Le Secret du 16 V, 2014 (grand format), réédition, 2017 (format poche)
- Les perles de Dragon, 2024 (grand format)

## Nominations et prix littéraires

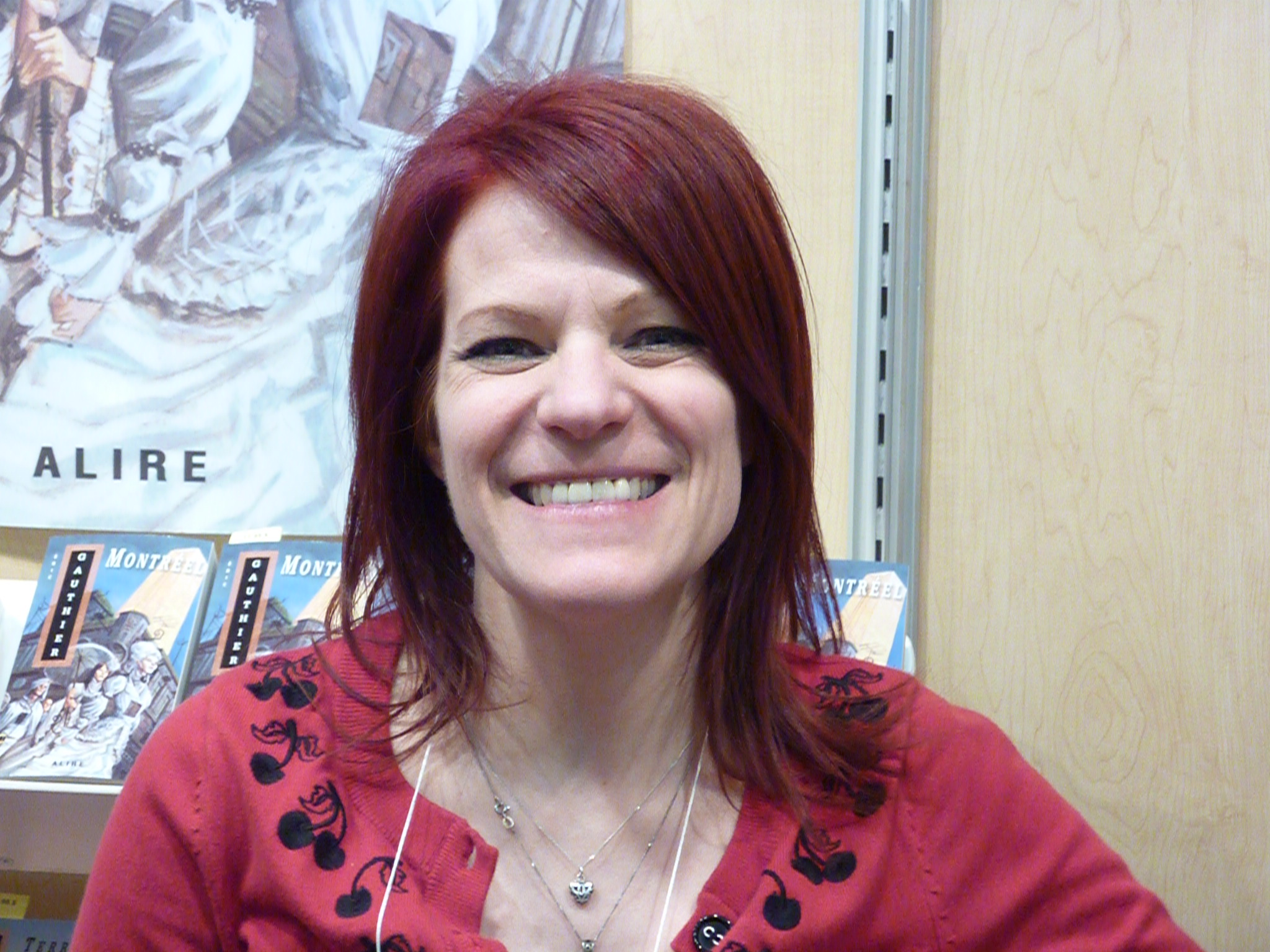
Natasha Beaulieu au Salon du livre de Québec en 2012.

- 1985 : Nomination au 1er concours de nouvelles radiophoniques de Radio-Canada[3], pour : Lady Chester ;
- 1994 : 2e au Prix du 1er concours du fanzine Portail des Mondes, pour : Djalida et la chimère ;
- 1995 : Prix Septième Continent, pour : La Cité de Penlocke[2] ;
- 1996 : Nomination au Prix Aurora, association canadienne de la science-fiction et du fantastique, pour : La Cité de Penlocke[1] ;
- 1997 : Nomination au Prix Aurora, association canadienne de la science-fiction et du fantastique, pour : Laïka ;
- 1998 : Prix Boréal, concours d'écriture improvisée, pour : La couleuvre rouge ;
- 2002 : Grand Prix de la science-fiction et du fantastique québécois, pour BM Zone[1] et Klé[3] ;
- 2002 : Prix Boréal, pour : BM Zone[1],[2] ;
- 2002 : Nomination au Prix Aurora, association canadienne de la science-fiction et du fantastique, pour : Klé ;
- 2002 : Nomination au Prix Aurora, association canadienne de la science-fiction et du fantastique, pour : L'Ange écarlate ;
- 2003 : Nomination au Prix Merlin, le Prix de la littérature Fantasy francophone, pour : La Milliriard (Noires Sœurs) ;
- 2013 : Prix Alibis, pour : Tout a une fin[1] ;
- 2015 : Mention Spéciale pour le Prix Solaris, avec l'ouvrage : Comment nous sommes devenues écrivaines[4] ;
- 2019 : Prix Solaris, pour : Ici.